# Livio Castiglioni
Pour les articles homonymes, voir Castiglioni.
Livio Castiglioni (né le 1911 à Milan et mort en 1979 à  Lierna, est un designer italien du XXe siècle.
Livio Castiglioni, comme son frère Achille Castiglioni et Pier Giacomo Castiglioni, subit l'influence de son père, le sculpteur Giannino Castiglioni.
Livio Castiglioni est le fondateur de l'ADI (Associazione per il Disegno Industriale), et son Président en 1959.

## Biographie
Livio Castiglioni étudie l'architecture à l'École polytechnique de Milan. Il rejoint ses deux frères Achille et Pier Giacomo (1913-1968) dans leur studio de design à Milan.

## Musées
- MOMA, New York
- Museo della Scienza e Tecnologia, Milan

## Expositions
- Italian pavilion Expo 1967, Montreal, Canada

## Réalisations
- Gibigiana (1980), Flos

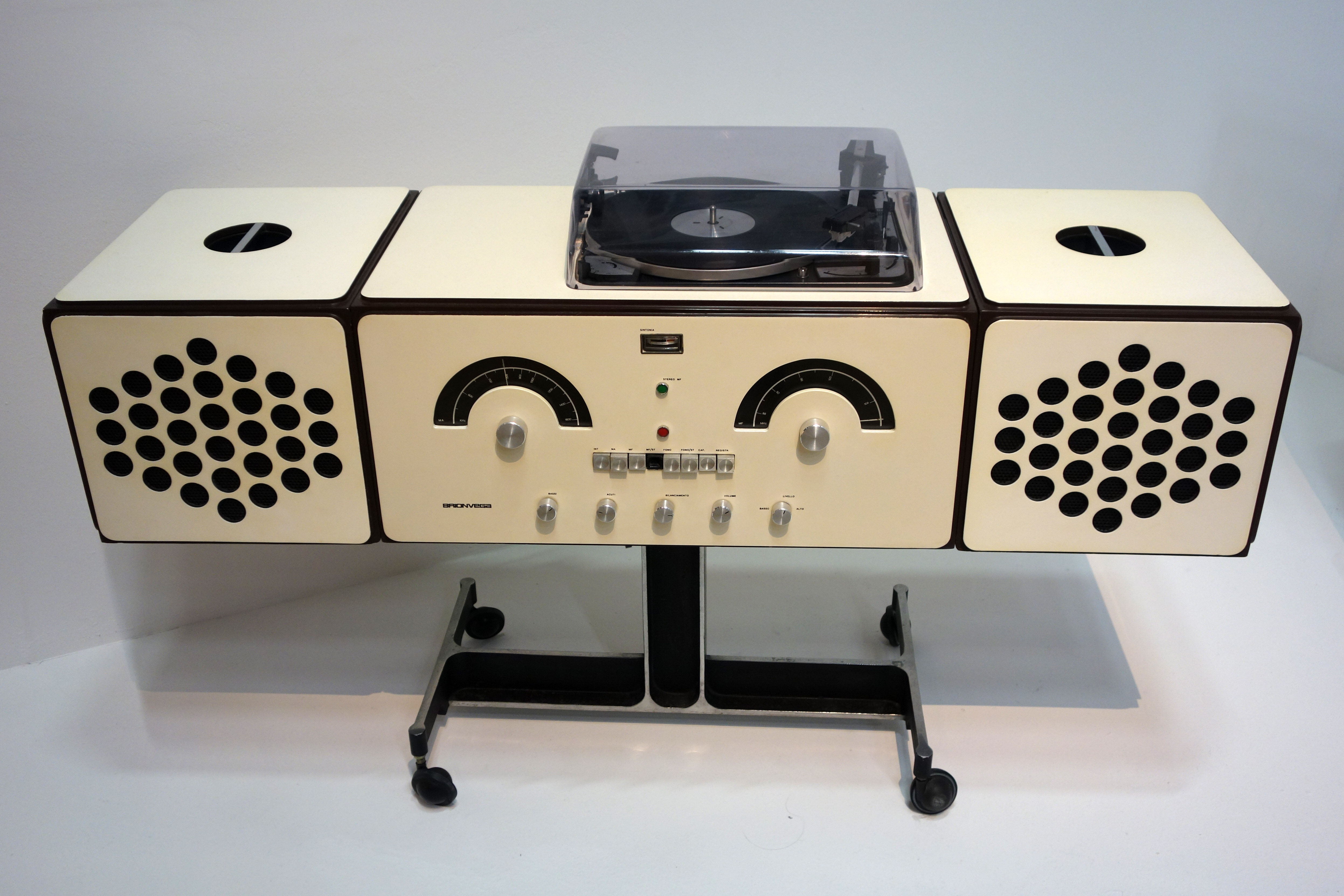
Appareil stéréo combiné RR126, Livio Castiglioni avec Pier Giacomo et Achille Castiglioni

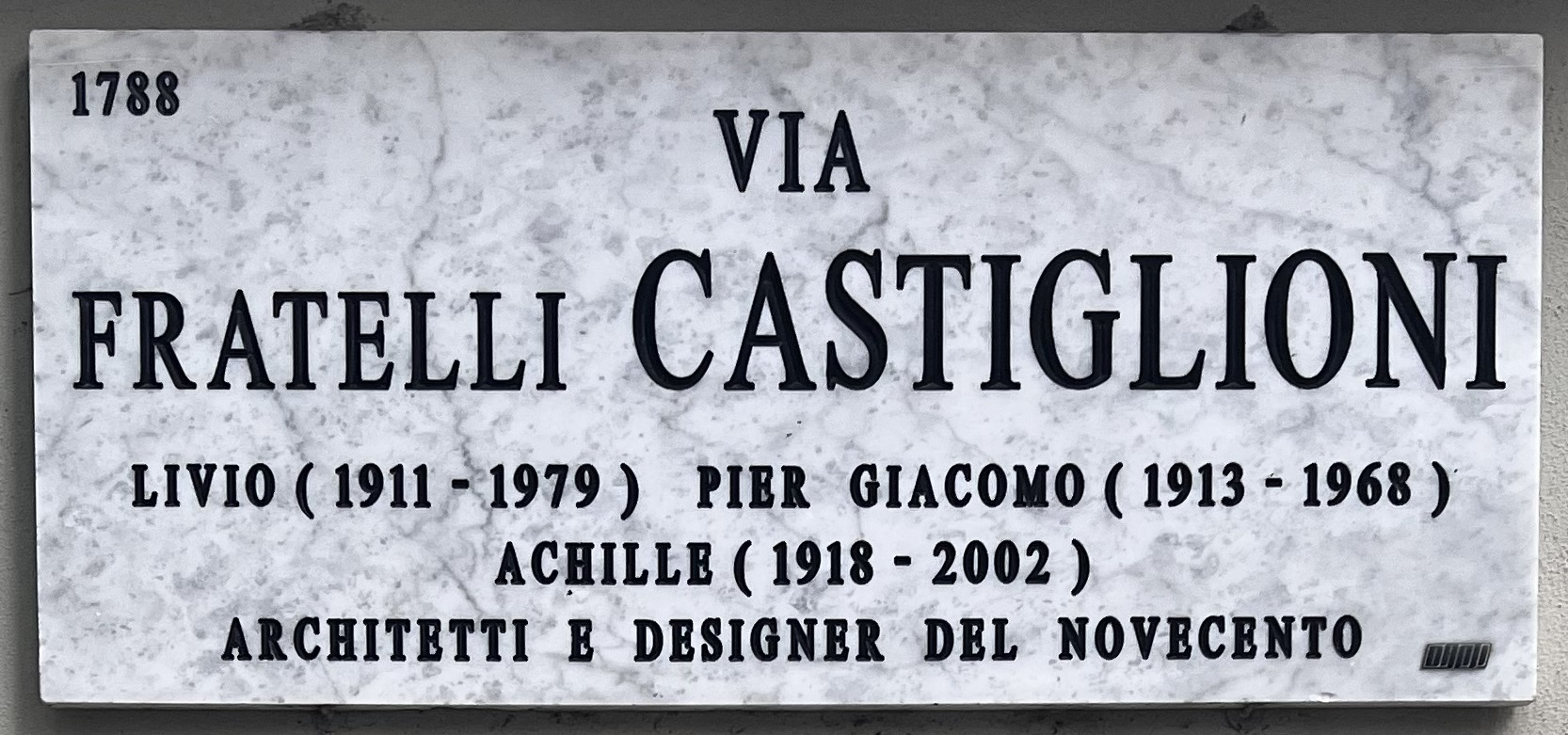
Via Fratelli Castiglioni, Milan

- Sistema Scintilla, Lampada da terra pour Fontana Arte (avec l'enfant Piero Castiglioni)
- Sistema Scintilla, Lampada da parete pour Fontana Arte  (avec l'enfant Piero Castiglioni)
- 1969 Boalum, Lampada pour Artemide (avec Gianfranco Frattini)
- Phonola, Radio (avec Pier Giacomo Castiglioni et Luigi Caccia Dominioni)[3]
- Caccia, Fork, knife and spoon, (avec Luigi Caccia Dominioni) MOMA Museum of Modern Art[4]

## Lien connexe
- Lierna (chaise)